# Quezon (Nueva Vizcaya)
Quezon è una municipalità di quinta classe delle Filippine, situata nella Provincia di Nueva Vizcaya, nella regione della Valle di Cagayan.
Quezon è formata da 12 baranggay:
- Aurora
- Baresbes
- Buliwao
- Bonifacio
- Calaocan
- Caliat (Pob.)
- Dagupan
- Darubba
- Maasin
- Maddiangat
- Nalubbunan
- Runruno